# Star Tours – The Adventures Continue
Star Tours – The Adventures Continue, voorheen Star Tours, is een simulator in de attractieparken Disneyland Park Anaheim, Disney's Hollywood Studios, Tokyo Disneyland en het Disneyland Park Parijs.
De bewegingssimulator is gebaseerd op de verhalen en films van de Star Wars-saga.

## Geschiedenis
Het originele plan voor Star Tours was een interactieve simulatievlucht gebaseerd op de Disney-film The Black Hole uit 1979. Het woord interactief verwees dan naar het feit dat bezoekers tijdens de rit zelf de route konden kiezen, waardoor elke rit anders zou zijn. Echter is dit plan van tafel geveegd vanwege de hoge kosten (50 miljoen dollar) en de impopulariteit van de film The Black Hole. In plaats daarvan besloot Disney samen te werken met George Lucas, de maker van film Star Wars. George Lucas ging akkoord met idee voor een vluchtsimulatie met Star Wars als thema, waarna er vier simulators werden aangekocht met een waarde van 500.000 dollar per stuk. Het special-effect team van de Star Wars films werkt mee aan het ontwerpen van de rit. Nadat de simulators gebruiksklaar waren, werd een programmeur in de simulators gezet die met een joystick de simulator synchroon moest laten lopen met de film die in de simulator gedraaid wordt. Uiteindelijk werd in Disneyland in Anaheim Star Tours geopend op 9 januari 1987. Om dit te vieren was het park 60 uur achter elkaar geopend. De uiteindelijke kosten voor Star Tours waren 32 miljoen dollar. Het dubbele van wat er begroot werd.
In de jaren 10 van de 21e eeuw kregen alle Star Tours-attracties een grondige renovatie. Zo werd de verhaallijn aangepast, werd de decoratie gewijzigd en werden technische installaties onder handen genomen. Ook werd de attractie hernoemd naar Star Tours – The Adventures Continue.

## Locaties

### Disneyland Park Anaheim
Deze versie is geopend op 9 januari 1987 in het themagebied Tomorrowland en verving daarmee de attractie Adventure Thru Inner Space. Op de dag van de opening liep de wachttijd op tot vier uur. De staart van de wachtrij begon op de Main Street U.S.A. Tevens was het de eerste Star Tours van alle Disneyparken. De bouw van de simulator koste $32 miljoen. Op 26 juli 2010 sloot de attractie om omgebouwd te worden naar Star Tours – The Adventures Continue.

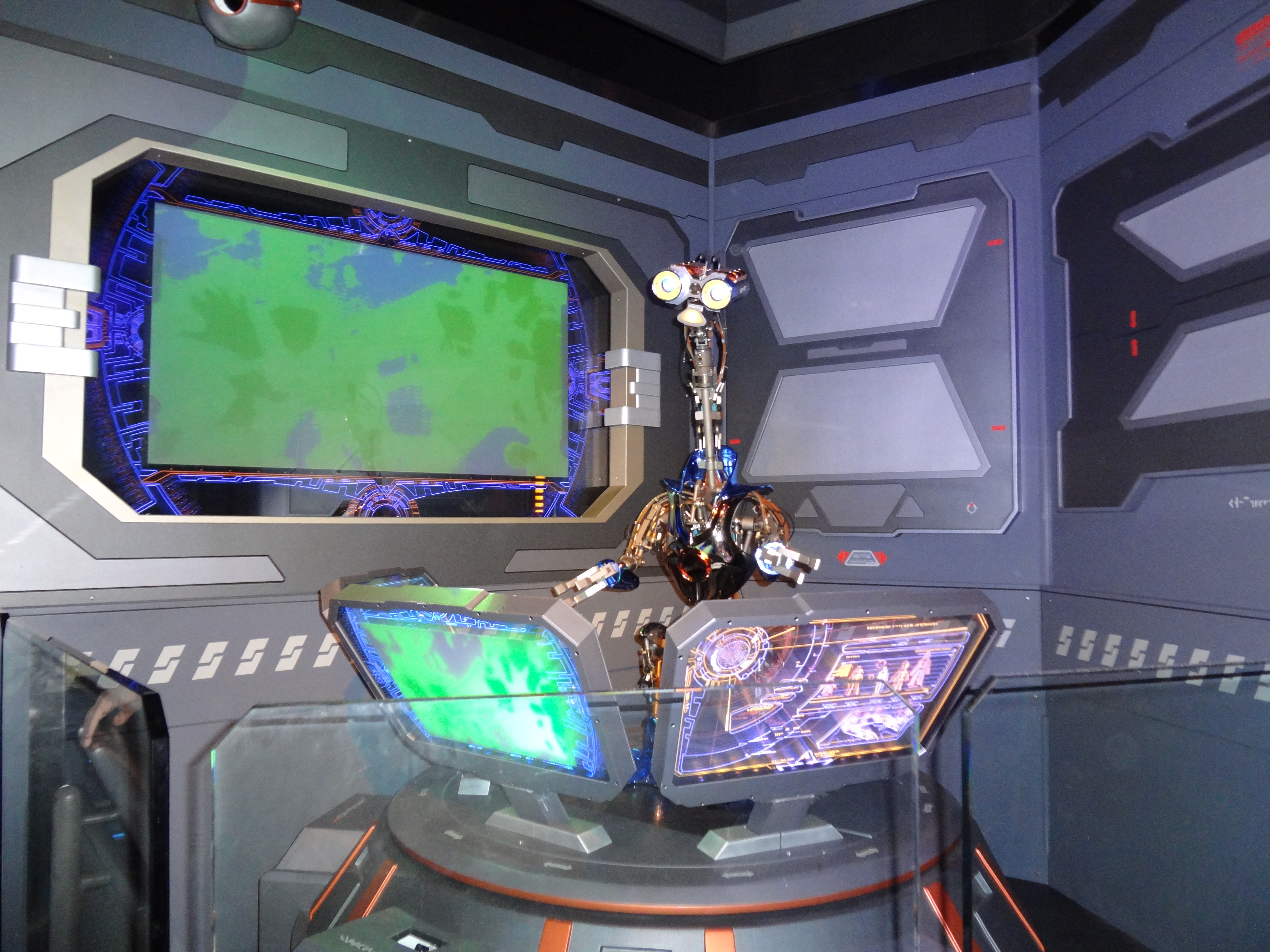
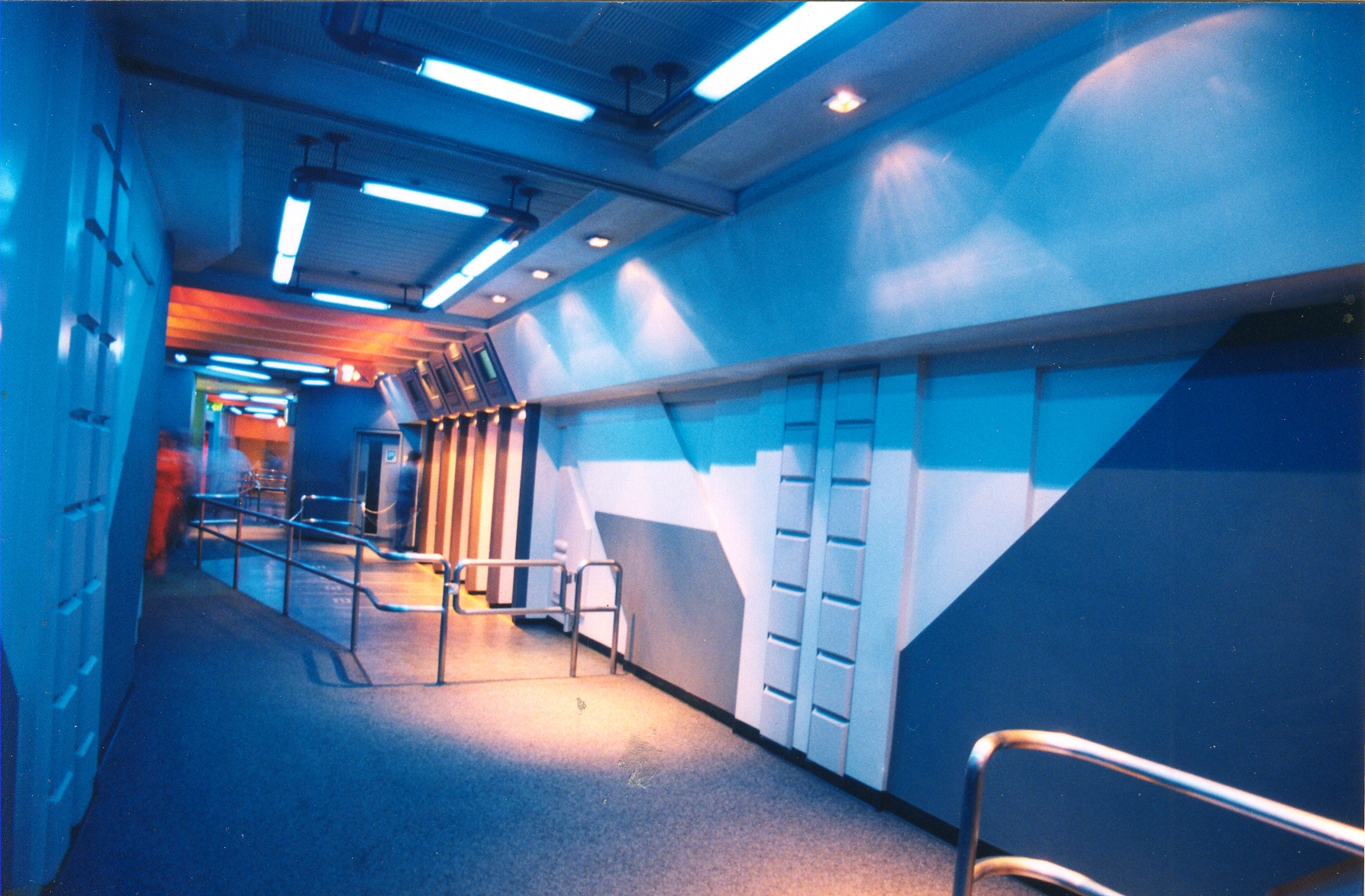
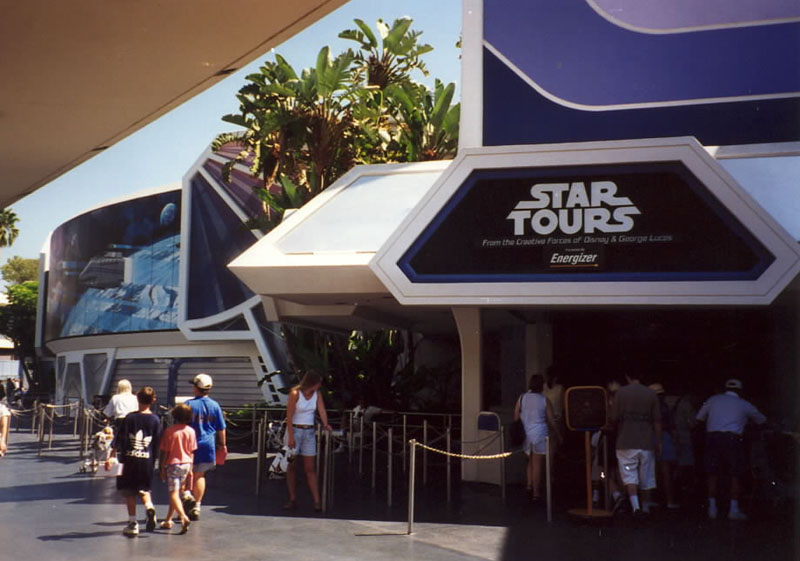

### Tokyo Disneyland
Deze versie werd geopend op 12 juli 1989 en stond in het themagebied Tomorrowland. Op 1 april 2012 werd de attractie gesloten om omgebouwd te worden naar Star Tours - The Adventures Continue die in april van 2013 werd geopend.

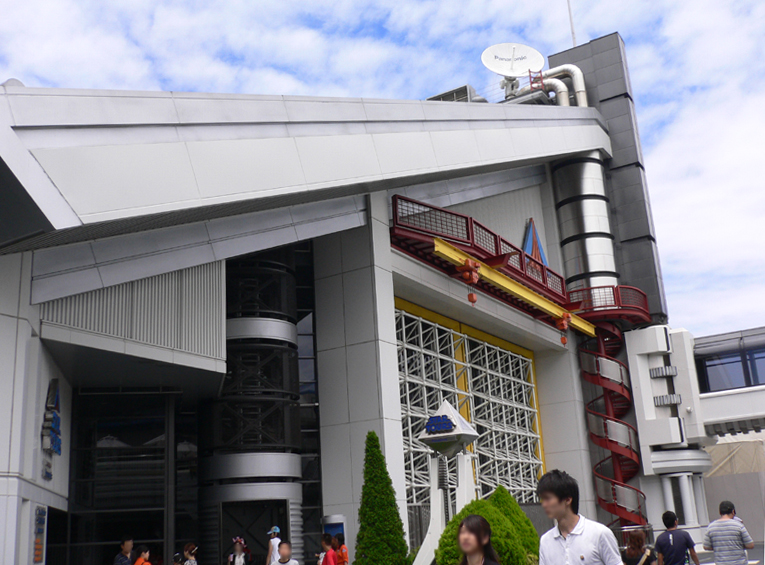
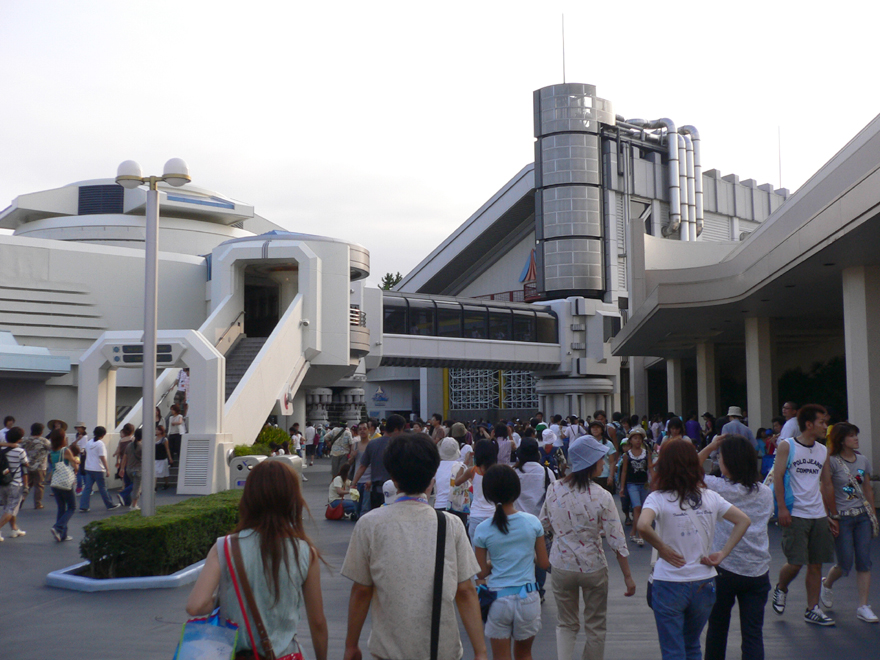

### Disney's Hollywood Studios
Deze versie is geopend op 15 december 1989 en is afgebroken op 7 september 2010. De simulator stond in het themagebied Echo Lake. De simulator is vervangen voor de in 2011 geopende Star Tours - The Adventures Continue. Deze versie kenmerkte zich door een grote AT-AT Walker die bij de entree stond.

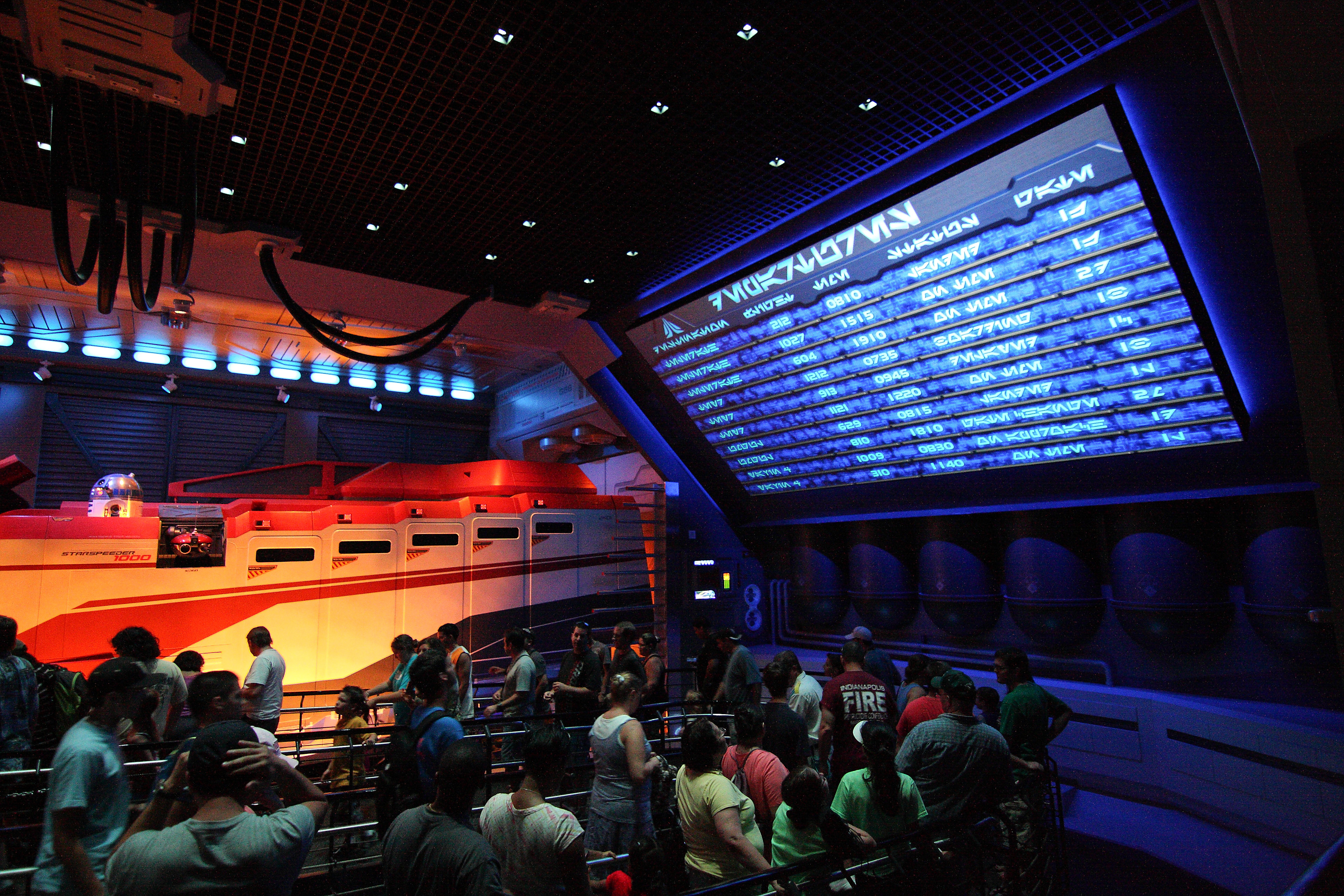
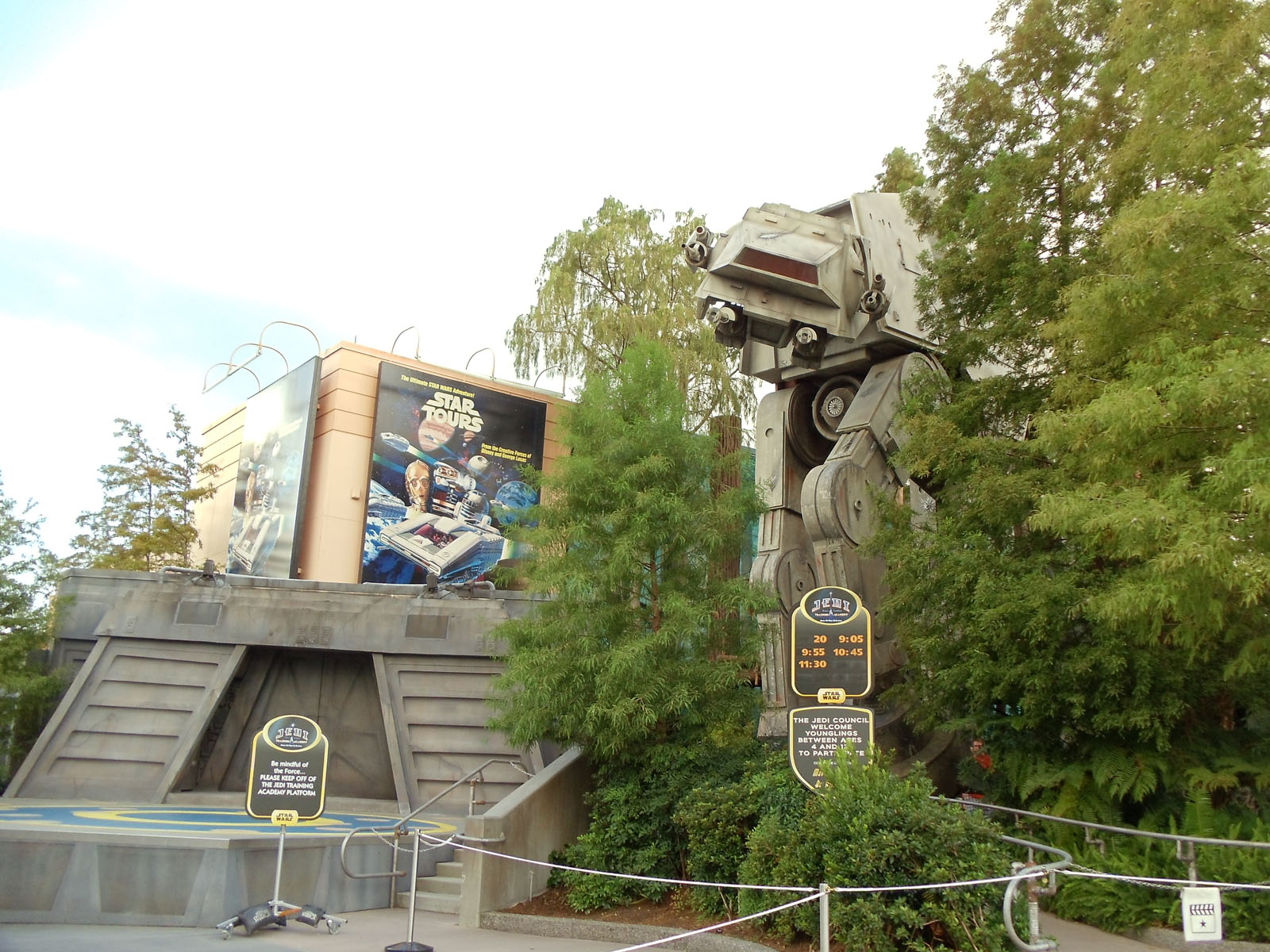
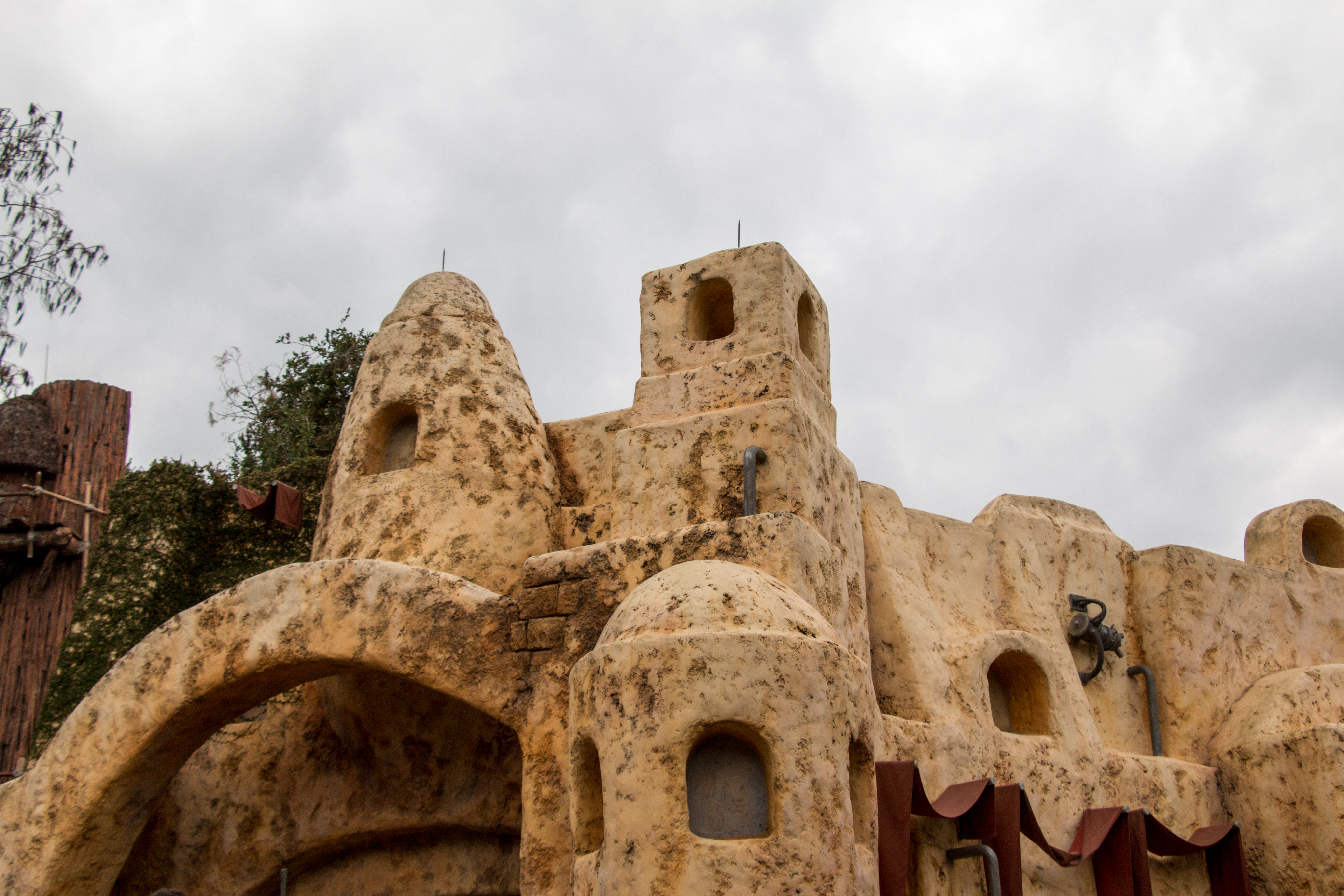
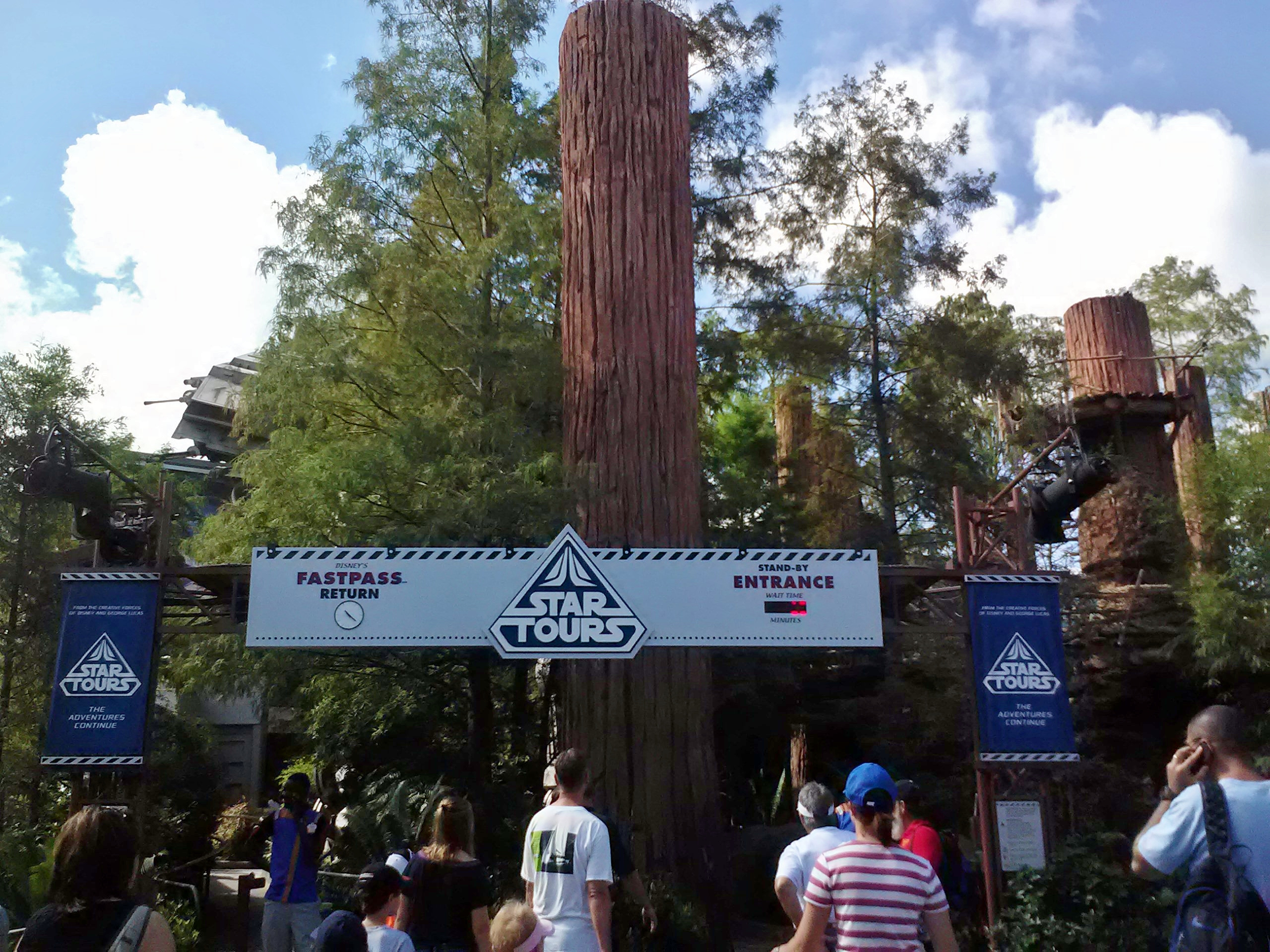
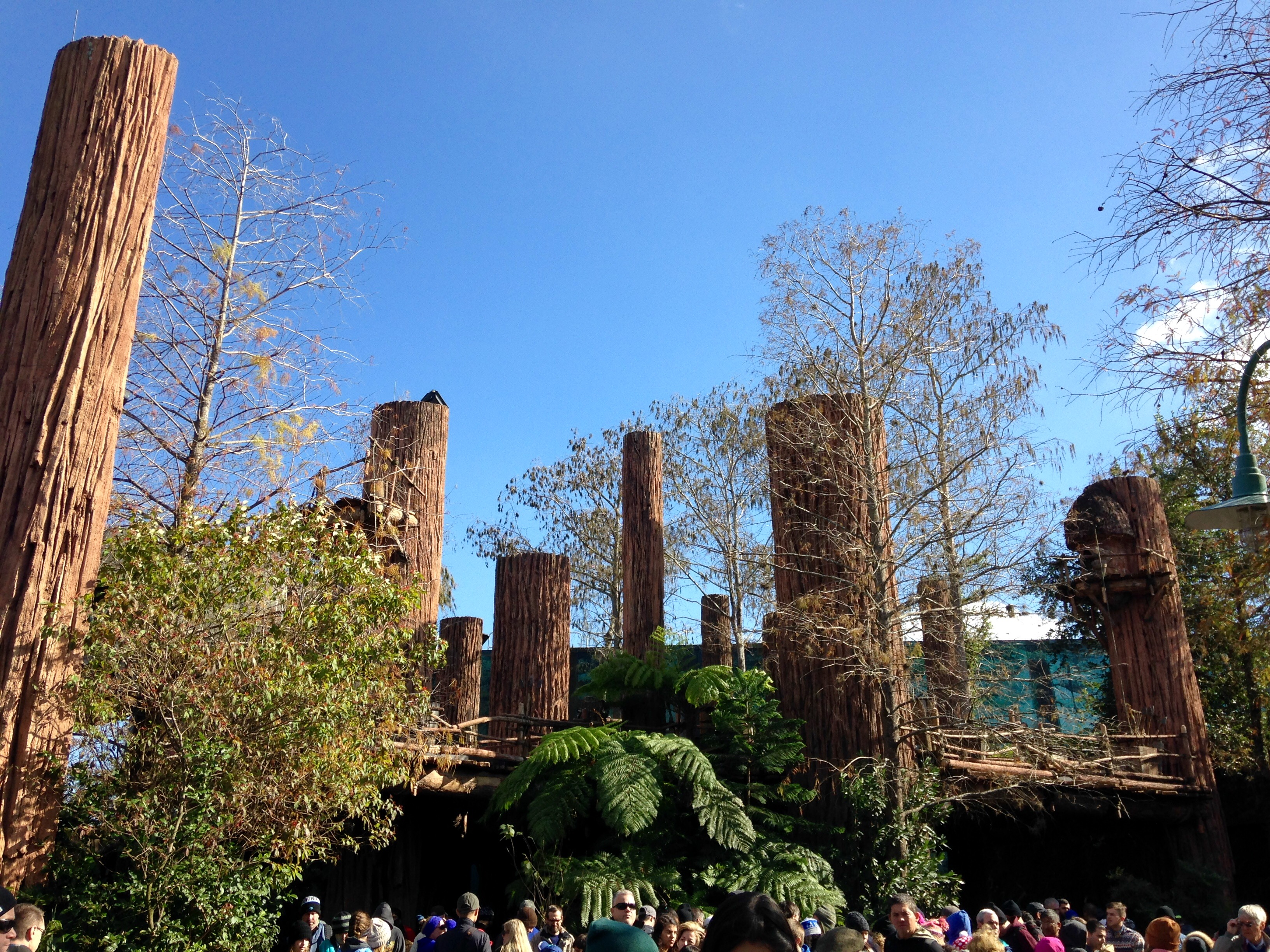

### Disneyland Park Parijs
Deze versie werd geopend op 12 april 1992 en was daarmee de laatst geopende Star Tours van alle Disney-parken. De simulator stond in het themagebied Discoveryland. In de attractie waren zes simulators te vinden waarin per simulator ruimte was voor maximaal 40 bezoekers per simulator. De attractie is op 16 maart 2016 gesloten en is vervangen door Star Tours - The Adventures Continue dat op 26 maart 2017 opende voor het publiek.

## Rolverdeling
| Acteur / Actrice   | Personage                                |
| ------------------ | ---------------------------------------- |
| Anthony Daniels    | C-3PO                                    |
| James Earl Jones   | Darth Vader (stem)                       |
| Frank Oz           | Yoda (stem)                              |
| Tom Kane           | Admiral Ackbar (stem)                    |
| Carrie Fisher      | Princess Leia Organa (archief materiaal) |
| Julie Dolan        | Princess Leia Organa (stem)              |
| Daisy Ridley       | Rey                                      |
| John Boyega        | Finn                                     |
| Oscar Isaac        | Poe Dameron                              |
| Billy Dee Williams | Lando Calrissian                         |
| Adam Driver        | Kylo Ren (stem)                          |
| Domhnall Gleeson   | General Hux                              |
| Lupita Nyong'o     | Maz Kanata                               |
| Dee Bradley Baker  | Boba Fett (stem)                         |
| Allison Janney     | Ally San San (stem)                      |
| Fred Tatasciore    | Captain Roos Tarpals (stem)              |
| Patrick Warburton  | G2-4T (stem)                             |
| Paul Reubens       | RX-24 (stem, archief materiaal)          |
| Marianne McLean    | Mon Mothma                               |
| Tom Fitzgerald     | G2-9T (stem)                             |
| Alison Blanchard   | Bagage-scan computer (stem)              |
| Lindsay Schnebly   | AC-38 (stem)                             |
| Robin Atkin Downes | Bewaker                                  |
| Rob Howe           | Rebel piloot                             |
| April Royster      | Naboo squad leider                       |
| Darren Criss       | Verschillende stemmen                    |

Disneyland Resort · Lijst van attracties in Disneyland Park · Sleeping Beauty Castle · afbeeldingen
Disneyland Paris · Lijst van attracties in Disneyland Park · Le Château de la Belle au Bois Dormant · afbeeldingen
Tokyo Disney Resort · Lijst van attracties in Tokyo Disneyland · Cinderella Castle · afbeeldingen
Walt Disney World Resort · Earful Tower · The Sorcerer's Hat · afbeeldingen